# Bola de Fuego
Bola de fuego es una canción de Chancho en Piedra, lanzada el 22 de noviembre de 2019 junto a otra canción llamada "Todo se me pasa". Esta canción es el primer sencillo sin el guitarrista fundador de la banda, Pablo Ilabaca, reemplazado por C-Funk, quién también será el productor de este disco.

## Antecedentes y lanzamiento
El tema fue presentado por primera vez en el show de los 25 de años de la banda realizado el 15 de agosto de 2019, siendo un estreno totalmente inédito. El tema, junto a Todo se me pasa, estaba planificado para ser lanzado el 25 de octubre de 2019, pero debido al Estallido social de Chile, ambos lanzamientos fueron postergados múltiples veces hasta que finalmente, el 22 de noviembre, ambos temas son publicados.
Antes de esa fecha, en el programa Sesiones 24 de TVN, la banda daría una entrevista en la que se tocaría esta canción por primera vez en buena calidad.

## Contenido
En una entrevista con la Radio Futuro, Lalo Ibeas declaró “Yo creo que el video entrega un mensaje de potencia, sobre todo en estos tiempos que hay poca esperanza en la humanidad. Pero hay que tirar siempre pa´adelante, como dice la canción. Optimismo y fuerza; que el trabajo en uno mismo, es importante también. No es que solamente con la pura actitud se logra algo". Con la idea clara de enfrentar nuevos desafíos, el grupo toma conceptos de la cultura del Kung Fu, impregnada por la amistad de la banda con la academia Choy Lee Fut, quienes a través del desarrollo de la humildad y la disciplina, traspasan la filosofía al video cuyas características visuales y musicales, derivan en un mensaje potente que funciona como aliciente para dar la pelea en tiempos difíciles.

## Videoclip
La canción posee un videoclip estrenado el 24 de abril de 2020, dirigido por Felo Foncea. La canción posee rasgos de la cultura oriental, centrando el video en el entrenamiento de un luchador de Kung-Fu, miembro de la academia Choy Lee Fut, con quienes la banda ya había colaborado durante el concierto por los 25 años.

## Nominaciones
La canción fue nominada a los Premios Grammy Latinos 2020 en la categoría de Premio Grammy Latino a la Mejor Canción de Rock, premio que ganó la artista Mon Laferte. Esta nominación es la primera que la banda recibe en sus 26 años de trayectoria.